# 손창현
손창현은 대한민국의 전 군인이다.

## 논란 및 사건사고

### 표절작 문학상 수상사건
2018년 백마문화상을 받았던 김민정 작가의 단편소설 뿌리를 표절하여 쓴 글이 제16회 사계 김장생 문학상 신인상, 2020 포천38문학상 대학부 최우우상, 제7회 경북일보 문학대전 가작, 제 2회 글로리시니어 신춘문예 당선, 소설미학 2021년 신년호 신인상 등 5개 문학상을 탄 것을 김민정 작가가 폭로하였다. 이 때문에 손창현은 국민의힘 안보분과위원회 위원직에서 해임됐다.

### 문학상 수상 소감 표절사건
표절로 문학상을 수상한 후 출판사에 제출했던 수상 소감마저 블로그, 기사, 해피캠퍼스에서 조금씩 짜깁기한 표절로 밝혀졌다.

### 이병주하동국제문학제 디카시공모전
시와 사진을 모두 인터넷에서 도용해놓고 주최측에서 수상을 취소하자 적반하장으로 고소를 했다. 그는 디카시연구소 홈페이지에서 그의 표절 행각을 비판하는 네티즌들과 언쟁을 했는데 그의 어머니인 "이옥순"씨가 그를 옹호하는 글을 게시하기도 했다. 

### 도용으로 수상한 공모전 목록
- 전북 공공기관 청렴클러스터 협의회 주관, '2020 청렴콘텐츠 공모전’ 우수상
- 제10회 대한민국 독도 문예대전 일반부 산문부문 특별상 (해피캠퍼스 도용)
- 경기도 포천시 주관 2020년 전국 독후감 공모전 우수상 (해피캠퍼스 도용)
- 2020년 상반기 버스정류장 문학 글판 창작시 입선 (해피캠퍼스 도용)
- 자유기업원 '소유와 자유' 출판 기념 독후감 대회 최우수상 (미래한국 기사 도용)
- 자유기업원 주관 시장경제 서적 독후감대회 최우수상 (위와 같은 타인의 기사 중복 투고)
- 제1회 대한민국 건설 사진 전국 공모전 일반부 장려상 (해외 기사 사진을 도용했다)
- 2020 국민저작물 보물찾기 공유전 사진부문 은상 (일본 사이트에 올라와있는 사진을 도용했다)
- 스마트쉘터 시민 아이디어 공모전 우수상 (안양시에서 2019년에 디자인한 그림을 도용했다)
- 혁신 IDEA 공모전 최우수상 (해피캠퍼스 도용)
- 서울특별시 - 대한국토도시계획학회 공동 주관 2020 시민 도시계획 아이디어 공모전 일반인재 부문 우수상 (해피캠퍼스 도용)
- 청주대학교 지식재산교육상용화센터 창의 아이디어 발명디자인 경진대회 입선 (해피캠퍼스 도용)
- 한국방송통신전파진흥원 정보통신 공공데이터 활용 아이디어 경진대회 장려상 (해피캠퍼스 도용)
- 포스트 코로나 강원도 관광정책 아이디어 공모전 (해피캠퍼스 도용)
- 향수의 제천역 스토리 7788 공모전 (기사 표절)
- 2020 광주광역시 정책 아이디어 공모전 결선 진출 (해피캠퍼스 도용)
- 대한체육 100년 기념 표어 포스터 공모전 대상 (보성군 체육회 SNS 문구 도용)
- 국정원 표어 공모전 (육사 표어 도용)
- 제2회 흡연예방 문화제 공모전 최우수상 (금연뉴스 기사 도용)
- 농촌체험 아이디어 공모전 (해피캠퍼스 도용. 정확한 공모전 이름은 알 수 없다.)
- 코로나 19 대책 특별위원회 국민라디오 리포트

### 도로공사 의인상 수상 조작
손창현은 문경휴게소(양평 방향)에서 쓰러져 있는 화물차 운전 기사를 발견해 신고한 공으로 도로공사 의인상을 수상했지만 이것 또한 조작이라고 한다. 그의 추천인은 다름 아닌 그의 어머니 "이옥순"씨. 처음에는 "이옥순"씨가 본인의 어머니가 아니라 이모라고 했지만 그것조차 거짓말이었다.

### 변호사 사칭 사건
사건이 터진 이후에 본인과 관련된 글을 쓴 블로거를 찾아가 변호사를 사칭하며 글을 내리지 않으면 고소를 하겠다고 협박했다.

### 제보자 협박 사건
본인 사건을 제보한 사람에게 당신이 어디 있는지 안다, 경찰서인데 아이피 추적을 마쳤다며 협박을 했다.

### 국민의힘 당원 협박 사건
국민의힘 당원을 협박한 일로 고소를 당하기도 했다. 

### 아시아나 항공 기장 사칭 사건
표절 문제가 불거지기 전인 작년 11월 이미 국민의 힘 안보분과 위원회에 지원하면서 제출한 허위경력이 문제가 되어 징계가 진행 중이었다. 당시 손창현은 현직 아시아나 항공 기장 및 예비역 공군 수송기 조종사 출신이라고 경력을 제출하였었다.

## 학력
- 고려대학교 세종캠퍼스 행정학과 (학사)[5] (관동대에서 2년을 수학한 후 고려대 세종캠퍼스로 편입했다.)
- 고려대학교 정책대학원 행정학과 (석사)[6] (석사학위 논문이 표절이기 때문에 석사학위가 취소될 가능성이 높다.)
- 고려대학교 세종캠퍼스 일반대학원 북한학과 (박사과정) 제적[6][7]

### 비학위 수료
- 서강대학교 경영전문대학원 (단기과정)[8]
- 국방대학교 정보보호 및 국방무기체계사업관리과정
- 합동군사대학교 공군대학 초급지휘관참모과정
- 육군종합행정학교 고등군사반 위탁교육과정

### 논문 표절
- ‘장교 軍 司法警察官의 搜査力 向上方案에 대한 고찰 : 空軍 憲兵장교를 중심으로 他國 및 軍과의 비교ㆍ분석’ (석사논문)
- 사이버테러 사건 시 디지털 증거 압수·수색에 대한 비교법적 고찰 (철회)

## 배경

### 학력 콤플렉스
관동대에서 고려대 세종캠퍼스로 편입했지만 20대 초반부터 주변인들에게는 숭실대/명지대를 다니다가 고려대 서울캠퍼스로 편입했다고 말하고 다닐정도로 학력 콤플렉스가 심했다고 한다.

### 군 불명예 전역과 정신병
조종사가 되기 위해 공군으로 11년을 복무했지만 그라운딩 당했고 보안 사고를 일으켜 불명예 전역을 했다. 그 이후로 정신병이 심해져 어머니와 형에 의해 정신병원에 입원했다. 퇴원 후 구직 활동을 했지만 정말 들어가고 싶었던 군 사망사고 진상조사위원회에서 14번 불합격 통보를 받으며 백수로 지냈다고 한다.

### 떨어진 자존감
그는 공모전 수상으로 자존감을 회복하려 했다. 비슷한 이유로 공모전 상금을 모아 자동차를 샀다고 본인의 SNS에 올렸지만 알고보니 그 자동차 사진은 인터넷에서 퍼 온 사진으로 밝혀졌다. 

## 경력
- 수완뉴스 청년기자단 정치부 기자 - ? ~ 2021년 1월 17일[9]
- 국민의힘 국방·안보분과 위원회 - 2020년 11월 19일 ~ 2021년 1월 18일[10]
- 국민권익위원회 청렴정책 국민모니터단

## 저작
- ‘장교 軍 司法警察官의 搜査力 向上方案에 대한 고찰 : 空軍 憲兵장교를 중심으로 他國 및 軍과의 비교ㆍ분석’ (석사논문)[11]
- '뿌리' (2020 제16회 김장생 문학상 본상 신인상 수상작) → 표절
- ‘뿌리’ (2020 포천38문학상 단편소설 대학부 수상작)[12] → 표절[13]
- ‘하동 날다’(2020 이병주하동국제문학제 제6회 디카시공모전 대상 수상작) → 표절[14]
- ‘뿌리(根)’ (제7회 경북일보 문학대전 가작 수상작)[15] → 표절[13]
- ‘꿈’ (제2회 글로리시니어 신춘문예 수상작)[16] → 표절[13]
- '뿌리' (소설전문 계간지 ‘소설 미학’ 2021년 신년호 신인상 등을 수상) → 표절